# ما تريده النساء (فلم)
ما تريده النساء، وهو فيلم رومانسي وكوميدي أمريكي. من إخراج نانسي مايرز وبطولة ميل غيبسون وهيلين هانت.

## قصة الفيلم
نيك مارشال هو رجل شوفيني ومدير إعلانات في شيكاغو. نشأ مع، والدته التي تعمل كفتاة استعراض في لاس فيغاس. وهو بارع في إغواء النساء وخصوصا زبونة تدعى لولا في إحدى المقاهي. كما يبرع في مجال التسويق للرجال. ويخبره مديره بأنه عوضاً عن ترقيته سيقوم بتوظيف دارسي ماجواير وذلك لتوسيع نطاق مبيعات الشركة بالنسبة للنساء.
تأتي ابنته أليكس ذات الخمسة عشر عاماً لقضاء أسبوعين معه وذلك لأن زوجته السابقة تقوم بقضاء شهر العسل مع زوجها الجديد. تًحرج أليكس من أبيها وتغضب عندما يعامل صديقها الحميم بعدائية.
يقوم نيك باستخدام منتجات نسائية وزعتها دارسي في اجتماع لطاقم العمل وذلك لإثبات نفسه لمديره دان ولدارسي، إلا أنه يتعرض لصدمة كهربائية بعد أن يسقط في حوض الاستحمام وبيده مجفف للشعر. يستيقظ نيك في اليوم التالي ويكون قادراً على سماع أفكار الخادمة بينما تقوم بتنظيف الشقة. وعندما يمر نيك بالحديقة فإنه يدرك بأنه قادر على فهم أفكار النساء. ويعتقد بأن هذه هلوسات عندما يقوم بسماع أفكار زميلاته في العمل (من بينهم زميلة نامت معه، ونَدِمَتْ على ذلك.) وعندما يقوم بمراجعة طبيبة أمراض عقلية، تدرك الطبيبة بأن هذه «هبة» عندما تقول «إذا كان الرجال من المريخ والنساء من الزهرة، وكنت أنت الرجل الذي يتكلم لغة أهل الزهرة، فإن العالم سيكون ملكك»
يستخدم نيك موهبته في التنصت على أفكار النساء ويقوم باستخدام هذه الأفكار وكأنها من إبداعه. كما ويقوم بتكوين صداقات حقيقية مع زميلاته في العمل. ولأنه يقضي معظم الوقت مع دارسي فإنه يعجب لها. وعندما يقوم بالتقرب من ابنته فإنها تستاء من محاولته هذه بعد سنوات من الإهمال. يشك نيك بأن صديق ابنته الذي يكبرها بسنوات يسعى للنوم مع ابنته ومن ثم التخلص منها، إلا أن أليكس لا تأخذ بنصيحة والدها.
يقضي نيك ودارسي المزيد من الوقت معاً، وفي النهاية يقوم بتقبيلها. وعندما يخطط نيك لسرقة أفكار دارسي بشأن حملة شركة نايكي "Nike" الدعائية للتأثير على النساء فإنه يشعر بالندم بسبب أنانيته وخصوصا عندما يعلم بأن فعلته ستؤدي إلى طردها.
يفقد نيك موهبته أثناء عاصفة عندما يكون في طريقه للبحث عن سكرتيرة في الشركة تدعى إيرن والتي تفكر بالانتحار (يعلم نيك ذلك من خلال موهبته.) ويتصالح مع ابنته عندما يقوم صديقها بنبذها.
يقوم نيك بإخبار دارسي عن كل شيء، والتي بدورها تستعيد عملها. أما نيك فيتم طرده. تغفر دارسي لنيك فعلته وتوافق على إنقاذه من نفسه. يرد نيك على ذلك بعبارة (بطلتي.)

## طاقم العمل
- ميل غيبسون بدور نيك مارشل
- هيلين هانت بدور دارسي ماجواير
- ماريسا تومي بدور لولا
- آلان ألدا بدور دان
- لورين هولي بدور جيجي
- أشلي جونسون بدور أكساندرا مارشل «أليكس»
- مارك فيورستين بدور مورغان فارويل
- دلتا بورك بدور إيف
- فاليري بيراين بدرو مارغو
- لوغان ليمان بدور نيك مارشيل الصغير
- جودي غرير بدور إيرن
- سارا بولسون بدرو آني
- آنا غاستاير بدور سو كرانستون
- ديانا ماريا ريفا بدور ستيلا
- ليسا أدلستين بدور دينا
- لوريتا دبفابن بدور فلو
- بيت ميدلر بدور الطبيبة بيركين
- إريك بلفور بدور كامرون

## الجوائز
تم ترشيح ميل غيبسون لجائزة غولدن غلوب كأفضل ممثل كوميدي لتجسيده دور نيك مارشل.

## الشهادات
أعطت رابطة MPAA الفيلم تصنيف PG-13، بينما أعطته منظمة BBFC التصنيف 12.

## وصلات خارجية
- مقالات تستعمل روابط فنية بلا صلة مع ويكي بيانات

What Women Want لدى موقع AllRovi